# Château de Kohneh Zendeh Jan
Le Château de Kohneh Zendeh Jan est un château de la ville de Kachmar, en Iran, Il a été construit à l'époque Ier millénaire